# Kabinett Wilson III
Das Kabinett Wilson III wurde im Vereinigten Königreich am 5. März 1974 von Premierminister Harold Wilson gebildet, nachdem seine Labour Party die Unterhauswahl vom 28. Februar 1974 gewonnen hatte. Das Kabinett Wilson III löste das Kabinett Heath ab. Nachdem die Labour Party auch die Unterhauswahl vom 10. Oktober 1974 gewonnen hatte, bildete Premierminister Wilson am 18. Oktober 1974 ein neues Kabinett, das weitgehend unverändert blieb.

## Regierungszeit
Die Wahl im Februar 1974 führte zum ersten hung parliament seit 1929, das heißt keine Partei verfügte über eine absolute Mehrheit. Als amtierender Premier hatte Heath das Recht als erster eine Regierungsbildung zu versuchen, obwohl seine Partei weniger Sitze erhielt als Labour. Er versuchte eine Koalition mit der Liberal Party und den Ulster Unionists zu bilden. Nach gescheiterten Verhandlungen zwischen Edward Heath und dem Vorsitzenden der Liberalen, Jeremy Thorpe, trat Heath zurück und Wilson wurde zum zweiten Mal Premierminister. Dieser bildete anschließend eine Minderheitsregierung, die davon abhängig war, dass die Liberal Party, Plaid Cymru und die SDLP nicht mit den Konservativen stimmten um sie zu fall brachten. Wilson konnte in wichtigen Abstimmungen zumeist auf die Unterstützung von Plaid, der SDLP und den zwei Labour-nahen Unabhängigen zählen, allerdings stimmten die Liberalen in wichtigen Abstimmungen, wie dem Haushaltsgesetz, mit der konservativen Opposition. Aufgrund dieser unsicheren Mehrheitsverhältnisse rief Wilson im September Neuwahlen für den 10. Oktober 1974 aus. Die Neuwahl brachte der Labour eine knappe absolute Mehrheit von drei Sitzen ein und Wilson konnte sein viertes und letztes Kabinett bilden.

## Minister
Dem Kabinett gehörten folgende Minister an:
| Zugehörigkeit |  | Labour |

| Amt                                                                              | Bild             | Person                              | Partei       | Partei        | Amtszeit         | Amtszeit         |
| -------------------------------------------------------------------------------- | ---------------- | ----------------------------------- | ------------ | ------------- | ---------------- | ---------------- |
| Premierminister Erster Lord des Schatzamtes Minister für den öffentlichen Dienst | Harold Wilson    | Harold Wilson                       |              | Labour Party  | 4. März 1974     | 10. Oktober 1974 |
| Lordpräsident des Rates Leader of the House of Commons                           |                  | Edward Short                        | Labour Party | 4. März 1974  | 10. Oktober 1974 |                  |
| Lordkanzler                                                                      | Elwyn Jones      | Elwyn Jones, Baron Elwyn-Jones      | Labour Party | 4. März 1974  | 10. Oktober 1974 |                  |
| Lordsiegelbewahrer                                                               |                  | Malcolm Shepherd, 2. Baron Shepherd | Labour Party | 4. März 1974  | 10. Oktober 1974 |                  |
| Schatzkanzler Zweiter Lord des Schatzamtes                                       | Denis Healey     | Denis Healey                        | Labour Party | 4. März 1974  | 10. Oktober 1974 |                  |
| Parlamentarischer Sekretär im Schatzamt                                          |                  | Bob Mellish                         | Labour Party | 28. Juli 1974 | 10. Oktober 1974 |                  |
| Außenminister                                                                    | James Callaghan  | James Callaghan                     | Labour Party | 4. März 1974  | 10. Oktober 1974 |                  |
| Innenminister                                                                    | Roy Jenkins      | Roy Jenkins                         | Labour Party | 4. März 1974  | 10. Oktober 1974 |                  |
| Minister für Landwirtschaft und Ernährung                                        |                  | Fred Peart                          | Labour Party | 4. März 1974  | 10. Oktober 1974 |                  |
| Verteidigungsminister                                                            |                  | Roy Mason                           | Labour Party | 4. März 1974  | 10. Oktober 1974 |                  |
| Minister für Bildung und Wissenschaft                                            |                  | Reg Prentice                        | Labour Party | 4. März 1974  | 10. Oktober 1974 |                  |
| Minister für Beschäftigung                                                       | Michael Foot     | Michael Foot                        | Labour Party | 4. März 1974  | 10. Oktober 1974 |                  |
| Energieminister                                                                  |                  | Eric Varley                         | Labour Party | 4. März 1974  | 10. Oktober 1974 |                  |
| Umweltminister                                                                   | Tony Crosland    | Anthony Crosland                    | Labour Party | 4. März 1974  | 10. Oktober 1974 |                  |
| Industrieminister                                                                | Tony Benn        | Tony Benn                           | Labour Party | 4. März 1974  | 10. Oktober 1974 |                  |
| Kanzler des Herzogtums Lancaster                                                 |                  | Harold Lever                        | Labour Party | 4. März 1974  | 10. Oktober 1974 |                  |
| Minister für Nordirland                                                          | Merlyn Rees      | Merlyn Rees                         | Labour Party | 4. März 1974  | 10. Oktober 1974 |                  |
| Ministerin für Preise und Verbraucher                                            | Shirley Williams | Shirley Williams                    | Labour Party | 4. März 1974  | 10. Oktober 1974 |                  |
| Minister für Schottland                                                          |                  | William Ross                        | Labour Party | 4. März 1974  | 10. Oktober 1974 |                  |
| Ministerin für soziale Dienste                                                   | Barbara Castle   | Barbara Castle                      | Labour Party | 4. März 1974  | 10. Oktober 1974 |                  |
| Handelsminister                                                                  |                  | Peter Shore                         | Labour Party | 4. März 1974  | 10. Oktober 1974 |                  |
| Minister für Wales                                                               | John Morris      | John Morris                         | Labour Party | 4. März 1974  | 10. Oktober 1974 |                  |